# Like (socken)
Like (kinesiska: 里克乡, 里克) är en socken i Kina. Den ligger i provinsen Sichuan, i den sydvästra delen av landet, omkring 240 kilometer sydväst om provinshuvudstaden Chengdu. Antalet invånare är 5 304. Befolkningen består av 2 531 kvinnor och 2 773 män. Barn under 15 år utgör 41 %, vuxna 15-64 år 55 %, och äldre över 65 år 3,0 %.
Genomsnittlig årsnederbörd är 1 391 millimeter. Den regnigaste månaden är juli, med i genomsnitt 272 mm nederbörd, och den torraste är januari, med 7 mm nederbörd.